# 栃乃花仁
栃乃花 仁（とちのはな ひとし、1973年2月28日 - ）は、岩手県九戸郡山形村（現在の久慈市）出身で春日野部屋に所属した元大相撲力士。本名は谷地 仁（やち ひとし）。身長184cm、体重148kg。得意手は右四つ、寄り、おっつけ。最高位は東小結（2000年11月場所）。現在は年寄・二十山、血液型はB型。

## 来歴
林業会社の長男で、一卵性双生児の弟がいる。中学は弟と共に柔道部で、本格的に相撲を始めたのは岩手県立浄法寺高等学校に入ってからである。明治大学相撲部では副主将を務め、全国大会などで活躍して入門を希望したものの、左膝の靱帯を損傷し幕下付出の資格を失ってしまい、前相撲からスタートし1995年3月場所に初土俵を踏んだ。1996年1月場所後の稽古で右膝に痛みが出る。幕下でやや苦労したものの1999年1月場所には十両に昇進。そして2000年5月場所には新入幕を果たした。これは大学卒業の学生相撲経験者で前相撲から初土俵を踏んだ力士として初の入幕となった。
新入幕の場所から12勝3敗の好成績を残し、敢闘賞と技能賞を獲得した。同場所12日目には大関・千代大海、14日目には同・貴ノ浪（この一番で貴ノ浪は大関再陥落が決定）を破っている。新入幕力士が大関に勝つのは22年ぶりだった。同年9月場所でも10勝し2度目の技能賞、11月場所には最高位の小結まで番付を上げた。しかし、それ以降は幕内下位での土俵が多くなり、2003年3月場所を最後に幕内から遠ざかった。そして2004年1月場所9日目、幕内土俵入り前の支度部屋で準備運動の最中にぎっくり腰になり当日に急遽休場、3月場所には幕下に陥落。同年7月場所には東幕下30枚目まで番付を落としたが、2005年3月場所に2004年1月場所以来8場所ぶりの十両に復帰すると怒涛のように巻き返しが始まった。同年9月場所に10勝5敗の成績で勝ち越し、翌11月場所には16場所振りに再入幕を果たした。
そして2005年11月場所は東前頭14枚目の地位で11勝4敗と大きく勝ち越し、31場所ぶりに三賞（敢闘賞）を受賞した。2006年1月場所は一気に西前頭3枚目まで番付を上げたが、4勝11敗と大きく負け越してしまった。しかし、大関・魁皇や優勝争いに加わっていた関脇・白鵬を破るなど実りのある場所でもあった。2006年9月には、年寄名跡・二十山株を取得した。
2007年4月27日、元客室乗務員の女性との婚約を発表した。8年前に知人の紹介で知り合い、その半年後に交際を始め、二十山株を取得した時点で結婚を決意したと言う。幕下に落ちた時も彼女の存在が支えになっていたといい、同年9月1日に挙式した。
しかし、2007年5月場所を最後に十両に陥落すると本来の相撲が取れなくなり負け越しが続き、2008年1月場所には十両で最も下位である西十両14枚目まで陥落。序盤からの6連敗もあり、11日目の磋牙司との相撲に敗れ3勝8敗と負け越し幕下陥落が決定的となり、翌12日目に現役引退を表明し、15代二十山を襲名した。その後は春日野部屋で後進の指導に当たっている。
現役時代は、角界きっての美男力士、明るい性格で、人気力士であった。
弟は地元の岩手県で家業を継ぎ、巡業がある時に彼をサポートし、遠く離れた相撲人と余方の関係ながら仲が良い。
2009年に行われた引退相撲は栃栄と合同で行った。合同引退相撲は久々のことだったが、同部屋同世代で引退の時期も重なったことで関係者も重複が多いことと、リーマンショック後の不況からファンの負担を軽くすることも考慮したうえで決定された。
2021年8月10日、日本相撲協会は15代二十山が新型コロナウイルスに感染したことを発表した。今後、保健所の指示に基づき、療養・濃厚接触者の特定を進めるという。

## 主な成績
- 通算成績：449勝439敗32休 勝率.506
- 幕内成績：155勝194敗11休 勝率.444
- 現役在位：78場所
- 幕内在位：24場所
- 三役在位：1場所（小結1場所）
- 三賞：4回
  - 敢闘賞：2回（2000年5月場所、2005年11月場所）
  - 技能賞：2回（2000年5月場所、2000年9月場所）
- 各段優勝
  - 十両優勝：1回（2000年3月場所）
  - 序ノ口優勝：1回（1995年5月場所）

### 場所別成績
| | 一月場所 初場所（東京） | 三月場所 春場所（大阪） | 五月場所 夏場所（東京） | 七月場所 名古屋場所（愛知） | 九月場所 秋場所（東京） | 十一月場所 九州場所（福岡） |
| --- | ----------------------- | ----------------------- | ----------------------- | --------------------------- | ----------------------- | --------------------------- |
| 1995年 （平成7年） | x                       | （前相撲）              | 東序ノ口23枚目 優勝 7–0 | 西序二段39枚目 6–1          | 西三段目80枚目 6–1      | 東三段目28枚目 6–1          |
| 1996年 （平成8年） | 西幕下50枚目 3–4        | 西三段目5枚目 6–1       | 東幕下34枚目 4–3        | 西幕下23枚目 4–3            | 西幕下17枚目 3–4        | 西幕下25枚目 3–4            |
| 1997年 （平成9年） | 東幕下33枚目 4–3        | 西幕下23枚目 4–3        | 東幕下18枚目 2–5        | 東幕下34枚目 5–2            | 西幕下20枚目 4–3        | 西幕下15枚目 4–3            |
| 1998年 （平成10年） | 東幕下11枚目 3–4        | 西幕下19枚目 4–3        | 東幕下16枚目 5–2        | 西幕下8枚目 4–3             | 東幕下6枚目 5–2         | 東幕下3枚目 5–2             |
| 1999年 （平成11年） | 西十両12枚目 8–7        | 東十両11枚目 7–8        | 東十両13枚目 6–9        | 西幕下筆頭 6–1              | 西十両11枚目 8–7        | 西十両9枚目 7–8             |
| 2000年 （平成12年） | 東十両9枚目 9–6         | 西十両6枚目 優勝 13–2   | 東前頭12枚目 12–3 敢技  | 西前頭筆頭 5–10             | 東前頭7枚目 10–5 技     | 東小結 3–12                 |
| 2001年 （平成13年） | 東前頭6枚目 4–11        | 西前頭11枚目 6–9        | 西前頭13枚目 9–6        | 東前頭8枚目 7–8             | 東前頭10枚目 0–4–11     | 東十両6枚目 休場 0–0–15     |
| 2002年 （平成14年） | 東十両6枚目 9–6         | 東十両筆頭 8–7          | 西前頭13枚目 6–9        | 東十両筆頭 8–7              | 東前頭14枚目 8–7        | 東前頭12枚目 6–9            |
| 2003年 （平成15年） | 西前頭14枚目 7–8        | 東前頭15枚目 5–10       | 西十両4枚目 9–6         | 西十両筆頭 4–11             | 西十両7枚目 5–10        | 東十両11枚目 8–7            |
| 2004年 （平成16年） | 東十両6枚目 1–8–6       | 東幕下4枚目 1–6         | 西幕下23枚目 3–4        | 東幕下30枚目 6–1            | 西幕下12枚目 6–1        | 東幕下4枚目 4–3             |
| 2005年 （平成17年） | 西幕下筆頭 4–3          | 西十両13枚目 10–5       | 西十両8枚目 11–4        | 西十両2枚目 7–8             | 西十両3枚目 10–5        | 東前頭14枚目 11–4 敢        |
| 2006年 （平成18年） | 西前頭3枚目 4–11        | 東前頭10枚目 7–8        | 西前頭10枚目 5–10       | 東前頭15枚目 8–7            | 西前頭13枚目 7–8        | 西前頭13枚目 8–7            |
| 2007年 （平成19年） | 西前頭11枚目 5–10       | 西前頭15枚目 8–7        | 西前頭13枚目 4–11       | 西十両2枚目 6–9             | 西十両4枚目 8–7         | 東十両3枚目 2–13            |
| 2008年 （平成20年） | 西十両14枚目 引退 3–9–0 | x                       | x                       | x                           | x                       | x                           |
| 各欄の数字は、「勝ち-負け-休場」を示す。 優勝 引退 休場 十両 幕下 三賞：敢=敢闘賞、殊=殊勲賞、技=技能賞 その他：★=金星 番付階級：幕内 - 十両 - 幕下 - 三段目 - 序二段 - 序ノ口 幕内序列：横綱 - 大関 - 関脇 - 小結 - 前頭（「#数字」は各位内の序列） |                         |                         |                         |                             |                         |                             |

### 幕内対戦成績
| 力士名   | 勝数 | 負数 | 力士名   | 勝数 | 負数 | 力士名   | 勝数 | 負数 | 力士名   | 勝数 | 負数 |
| -------- | ---- | ---- | -------- | ---- | ---- | -------- | ---- | ---- | -------- | ---- | ---- |
| 蒼樹山   | 1    | 1    | 安芸乃島 | 4    | 4    | 曙       | 0    | 2    | 朝青龍   | 0    | 2    |
| 朝赤龍   | 5    | 2    | 朝乃翔   | 1    | 0    | 朝乃若   | 3    | 2    | 安壮富士 | 2    | 0    |
| 安美錦   | 4    | 3(1) | 岩木山   | 1    | 4    | 潮丸     | 5    | 2    | 皇司     | 4    | 6    |
| 小城錦   | 0    | 1    | 魁皇     | 3    | 1    | 海鵬     | 1    | 3    | 垣添     | 1    | 2    |
| 鶴竜     | 1    | 2    | 春日王   | 2    | 6    | 片山     | 2    | 1    | 稀勢の里 | 1    | 0    |
| 北桜     | 2    | 0    | 旭鷲山   | 5    | 2    | 旭天鵬   | 1    | 6    | 金開山   | 2    | 1    |
| 光法     | 0    | 1    | 五城楼   | 1    | 2    | 琴欧洲   | 0    | 1    | 琴奨菊   | 1    | 2    |
| 琴ノ若   | 3    | 3    | 琴光喜   | 0    | 1    | 琴龍     | 1    | 2    | 里山     | 1    | 0    |
| 敷島     | 1    | 0    | 霜鳥     | 2    | 1    | 十文字   | 8    | 6    | 駿傑     | 1    | 0    |
| 大至     | 1    | 0    | 大善     | 2    | 1    | 貴闘力   | 1    | 0    | 隆の鶴   | 1    | 0    |
| 貴ノ浪   | 2    | 2    | 貴乃花   | 0    | 2    | 隆乃若   | 3    | 1    | 高見盛   | 2    | 5    |
| 豪風     | 3    | 5    | 玉春日   | 6    | 5    | 玉乃島   | 3    | 4    | 玉力道   | 2    | 1    |
| 千代大海 | 1    | 4    | 千代天山 | 0    | 2    | 出島     | 1    | 3    | 寺尾     | 1    | 1    |
| 闘牙     | 1    | 3    | 時津海   | 5    | 4    | 時天空   | 2    | 2    | 土佐ノ海 | 4    | 4    |
| 栃東     | 0    | 2    | 豊桜     | 1    | 1    | 豊ノ島   | 0    | 3    | 白鵬     | 1    | 0    |
| 白露山   | 3    | 5    | 濵錦     | 2    | 0    | 濱ノ嶋   | 3    | 1    | 追風海   | 1    | 2    |
| 把瑠都   | 1    | 1    | 肥後ノ海 | 1    | 4    | 普天王   | 0    | 4    | 武雄山   | 2    | 3    |
| 寶智山   | 0    | 2    | 豊真将   | 1    | 1    | 北勝力   | 2    | 5    | 湊富士   | 1    | 2    |
| 雅山     | 1    | 4    | 武蔵丸   | 0    | 2    | 武双山   | 1    | 2    | 嘉風     | 2    | 3    |
| 龍皇     | 0    | 1    | 露鵬     | 0    | 1    | 若光翔   | 1    | 0    | 若孜     | 1    | 0    |
| 若兎馬   | 1    | 0    | 若の里   | 2    | 2    | 和歌乃山 | 1    | 5    |          |      |      |

## 改名歴

### 力士
- 谷地 仁（やち ひとし）1995年3月場所 - 1998年11月場所
- 栃乃花 仁（とちのはな - ）1999年1月場所 - 2008年1月場所

### 年寄
- 二十山 仁（はたちやま ひとし）2008年1月24日 -